# Salamin Kelemen
Salamin Kelemen (Chippis, Svájc, 1833. szeptember 15. – Körmöcbánya, 1920. február 4.) főreáliskolai tanár.

## Életútja
Salamin Márton, francia nyelv-tanító fia. 1863-ban tanári képesítést nyert a természettanból és vegytanból, magyar és német nyelvből és kineveztetett a körmöcbányai királyi alreáliskolához rendes tanárnak és helyettes igazgatónak, ahol mint tanár működött 1893. december végeig; ekkor nyugalomba vonult és Körmöcbányán élt.
Cikkei a Gyógyszerészi Hetilapban (1863. A «resica mare»-i földpát vegyi elemzése); a Természettudom. Közlönyben (IV. 1864-5. a «Resica-mare»-i földpát vegyi elemzése); a körmöcbányai főreáliskola Értesítőjében (1868. A vegytan fogalma s történeti fejlődésének rövid vázlata, 1873. A kén és legfontosabb vegyei).